# Pohns Hallig Kog
Pohns Hallig Kog (dansk) eller Pohnshalligkoog (tysk) er en 7,95 km² stor kog på halvøen Nordstrand i Nordfrisland. Pohns Hallig Kog er den yngste beboede kog på halvøen. Kogen blev inddiget i 1924. I årene før inddigningen blev arealet først og fremmest anvendt til høavl.
Kogen er opkaldt efter den tidligere Pohns Hallig, som blev i 1634 adskilt fra hovedøen Strand. Arealanvendelsen i området er langt overvejende landbrug.
54°30′5″N 8°55′55″Ø / 54.50139°N 8.93194°Ø